# متحف علي بورقيبة للفنون الإسلامية
متحف علي بورقيبة للفنون الإسلامية هو متحف يقع بمدينة المنستير التونسية.
مكانه في رباط المنستير الأثري، أنشئ سنة 1958م وأعيدت تهيئته سنة 1993م.